# Tirynthoides
Tirynthoides là một chi bướm ngày thuộc họ Bướm nâu.